# 4 K-model
Het 4 K-model is een behandelmethode, die vaak ingezet wordt bij patiënten die aan het Korsakov-syndroom lijden. De methode is ontworpen in 1990 door verpleegkundige Hans Lindenhoff, met als doel een bepaalde structuur van omgang te bieden waardoor de patiënt zich veilig voelt, maar ook duidelijkheid en zekerheid ervaart in het dagelijks leven. Het 4K-model vormt de basis van een directieve benadering.
Mensen die aan het syndroom van Korsakov lijden vereisen een speciale benadering. Doordat mensen met dit syndroom niet zelf structuur kunnen aanbrengen in hun leven, is professionele begeleiding van belang. Lindenhoff heeft hiervoor het 4 K-model ontworpen, bestaande uit eigenlijk één K en drie C's, volgens de huidige spelling:
- Kort: informatie moet kort en bondig worden overgebracht. Daarbij wordt slechts één onderwerp tegelijk behandeld. Gebruik korte zinnen en stel gesloten vragen.
- Concreet: abstracte situaties en taalgebruik zijn moeilijk te bevatten en daarom is het beter zo concreet mogelijk bij het hier en nu van de patiënten aan te sluiten. Door de situatie zichtbaar te maken, worden ze als het ware tot handelen uitgenodigd. Geef herkenbare opdrachten en keuzes, geef de instructie op de juiste plaats met het juiste materiaal op de juiste tijd, sluit zoveel mogelijk aan bij het referentiekader van vroeger.
- Consequent: Het opnemen van informatie is een moeizaam proces. Opdrachten moeten eenduidig worden gegeven en verschillende begeleiders moeten in vergelijkbare situaties zo identiek mogelijk handelen. Dit biedt duidelijkheid en houvast naar de patiënt. Zorg voor een identieke benadering, in vergelijkbare situaties.
- Continu: Regelmaat in de zorg is belangrijk. Doordat de patiënt zich niet van zijn eigen tekorten bewust is, kan hij/zij die ook niet overzien of compenseren. Hierin ligt een essentiële taak voor de begeleiding, om hun werk naadloos op elkaar af te stemmen. Zorg voor regelmaat, regelmatig terugkerende instructies, herhaal op steeds dezelfde wijze. Dit betekent ook zo min mogelijk personele wisselingen.

Het 4 K-model wordt tevens toegepast in de gehandicaptenzorg, specifiek bij cliënten die vragen om duidelijkheid en structuur, of een rem nodig hebben in hun gedrag naar anderen.
Andere factoren die van belang zijn voor het realiseren van veiligheid zijn:
- Ondersteuning en motivatie
- Bekrachtiging van positief gedrag
- Vermijden van corrigerende opmerkingen en discussie
- Rust en geduld
- Humor en een joviale toon

Voorkómen moet worden dat de bejegening als autoritair, bemoeizucht of betuttelend wordt ervaren door de patiënt. Juist dan zal de patiënt stress gaan ervaren en zich verzetten. Een geïrriteerde of afwijzende houding zal in zo’n geval angst en agressie doen toenemen. Er wordt dan ook wel een 5e K (Kreativiteit) en een R (Respectvol) toegevoegd. Een meer meegaande en tegemoetkomende houding naast een sturende, directieve benadering werkt het beste. Het samengaan van de directieve benadering met echt luisteren naar de patiënt vanuit een invoelende houding wordt ook ‘empathisch-directieve’ benadering genoemd. Ook blijven de Kerncondities van de hulpverlening van belang.
Risico voor patiënten bij ontoereikende begeleiding:
- Verminderen eigen denken, inzicht, wil en mening
- Afname eigen verantwoordelijkheid, zelfstandigheid, zelfredzaamheid en eigen vindingrijkheid
- Onmachtig voelen tegenover behandelaar
- Over eigen grenzen heen gaan om conflicten met begeleider te vermijden
- Onverschilligheid en vlucht in andere dingen
- Vertraging van acceptatieproces beperking(en)
- Afreageren op anderen of anderen uitspelen tegen elkaar
- Verstoren van familiebanden en buiten/uitsluiten van mantelzorg door begeleiders
- Onrealistisch beeld dat er geen ongeduld, conflicten en discussies tussen mensen zijn en daarmee buiten de gemeenschap stellen.
- Focus op tekortkomingen en problemen en nauwelijks op kwaliteit van leven
- Moed en hoop opgeven
- Tunnelvisie en verkeerde oplossingen die niet bij de problemen of situatie passen door begeleider(s)
- Niet informeren, afstemmen en samenwerken of niet tegen kritiek kunnen van anderen door begeleider(s)

Voorwaarde is dat de mantelzorger(s) vooraf van alle belangrijke beslissingen op de hoogte worden gesteld en de besluitvorming bij hen ligt.